# クリスマス (松山千春の曲)
「クリスマス」は、松山千春が1997年11月21日にリリースした43枚目のシングル。

## 解説
カップリング曲の「雪化粧」は、1978年にリリースされたアルバム『歩き続ける時』に収録している楽曲のリメイクである。

## 収録曲
| 全作詞・作曲: 松山千春。 |                                      |           |            |          |      |
| #                        | タイトル                             | 作詞      | 作曲・編曲 | 編曲     | 時間 |
| 1.                       | 「クリスマス」                       | 松山千春  | 松山千春   | 夏目一朗 | 5:34 |
| 2.                       | 「雪化粧」                           | 松山千春  | 松山千春   | 萩田光雄 | 5:32 |
| 3.                       | 「クリスマス」(オリジナル・カラオケ) | 松山千春  | 松山千春   |          | 5:32 |
| 合計時間:                | 合計時間:                            | 合計時間: | 16:38      |          |      |